# Eiraskolan
Eiraskolan är en kommunal grundskola som ligger på nedre Kungsholmen i Stockholm. Paul Hedqvist ritade skolan som byggdes 1958. Gården är till största delen hårdgjord yta samt planteringar med en del träd. Skolan hade 536 elever år 2024.

## Demokratiförsök och Eiranämnden
Eiraskolan var i slutet av 1960-talet den första skolan i ett försök med en utbyggd elevdemokrati. Efter att regeringen den 8 november 1968 ändrat skolstadgan kunde Stockholms stad skapa en speciell nämnd, Eiranämnden, som övertog delar av rektorns ansvar och arbetsuppgifter. Nämnden bestod av olika intressenter i skolan och hade representanter för elever, föräldrar och skolpersonalen. Utbildningsminister Olof Palme kommenterade i Dagens Nyheter försöksverksamheten som "det mest långtgående experimentet i skoldemokrati vi har nu". Skolan fungerade också som ett slags demonstrationsskola.

## Historia
Före 1955 låg det ett sjukhus på samma plats,  Eira sjukhus. När sjukhuset lades ned flyttades patienterna och personalen till Karolinska sjukhuset. År 1958 öppnade Eiraskolan på det gamla sjukhusets plats.